# Fabienne Hartweger
Fabienne Hartweger (* 29. September 1992 in Schladming) ist eine ehemalige österreichische Skilangläuferin und Biathletin.

## Werdegang
Fabienne Hartweger startete für den WSV Ramsau am Dachstein. Ihre ersten internationalen Rennen im Skilanglauf bestritt sie 2008 in St. Jakob im Rosental im Rahmen des Alpencups. Bis 2009 folgten weitere Einsätze im Alpencup, in FIS- und Juniorenrennen. Mehrfach erreichte sie Top-Ten-Resultate. Bei den Österreichischen Meisterschaften im Biathlon 2010 gewann sie mit Iris und Ulla Waldhuber in Hochfilzen als Vertretung der Steiermark den Titel. 2011 bestritt sie ihr erstes Rennen im IBU-Cup und wurde 92. eines Sprints in Obertilliach.
Ihre bislang besten Ergebnisse erreichte Hartweger als 47. eines Sprints sowie eines Einzels in Altenberg und als Staffel-Zehnte in der Haute-Maurienne. Bei den Österreichischen Meisterschaften 2012 wurde sie in der Verfolgung und mit der Staffel Vizemeisterin. 2013 gewann sie erneut den Staffeltitel mit Romana Schrempf und Iris Waldhuber-Schwabl. In der Saison 2016/17 holte sie ihre ersten Weltcuppunkte zum Saisonauftakt beim Einzel in Östersund mit einem 22. Platz. 2017 feierte sie ihren ersten Sieg im IBU-Cup bei einem Sprint in Martell. Im Februar 2017 startete sie bei den Biathlon-Weltmeisterschaften 2017 in Hochfilzen. Dort erreichte sie Rang 83 im Sprint und Rang 78 im Einzel. Mit der Mixed-Staffel wurde Hartweger Neunte.
Am 26. April 2020 gab Hartweger ihren Rücktritt vom Leistungssport bekannt.
Fabienne Hartweger ist mit dem ehemaligen Skirennläufer Christopher Neumayer liiert. Gemeinsam sind sie Eltern einer Tochter (* 2022).

## Statistik

### Platzierungen im Biathlon-Weltcup
Die Tabelle zeigt alle Platzierungen (je nach Austragungsjahr einschließlich Olympische Spiele und Weltmeisterschaften).
- 1.–3. Platz: Anzahl der Podiumsplatzierungen
- Top 10: Anzahl der Platzierungen unter den ersten zehn (einschließlich Podium)
- Punkteränge: Anzahl der Platzierungen innerhalb der Punkteränge (einschließlich Podium und Top 10)
- Starts: Anzahl gelaufener Rennen in der jeweiligen Disziplin
- Staffel: inklusive Mixed- und Single-Mixed-Staffeln

| Platzierung         | Einzel | Sprint | Verfolgung | Massenstart | Staffel | Gesamt |
| ------------------- | ------ | ------ | ---------- | ----------- | ------- | ------ |
| 1. Platz            |        |        |            |             |         |        |
| 2. Platz            |        |        |            |             |         |        |
| 3. Platz            |        |        |            |             |         |        |
| Top 10              |        |        |            |             | 3       | 3      |
| Punkteränge         | 1      |        |            |             | 10      | 11     |
| Starts              | 5      | 15     | 2          |             | 10      | 32     |
| Stand: Karriereende |        |        |            |             |         |        |